# Air West
No confundir con la aerolínea Air West de EE. UU.
Air West fue una aerolínea con sede en Jartum, Sudán. Operó servicios domésticos de pasajeros, aunque en la actualidad sólo lo hace con carga. Su base principal era el Aeropuerto Internacional de Jartum, con un hub secundario en el Aeropuerto Internacional de Sharjah. 
La aerolínea está en la Lista de compañías aéreas prohibidas en la Unión Europea. 

## Destinos históricos
| País                   | Destinos     | Aeropuertos                              |
| ---------------------- | ------------ | ---------------------------------------- |
| Arabia Saudita         | Riad         | Aeropuerto Internacional Rey Khalid      |
| Arabia Saudita         | Yeda         | Aeropuerto Internacional Rey Abdulaziz   |
| Egipto                 | Asuán        | Aeropuerto Internacional de Asuán        |
| Egipto                 | El Cairo     | Aeropuerto Internacional de El Cairo     |
| Emiratos Árabes Unidos | Abu Dabi     | Aeropuerto Internacional de Abu Dabi     |
| Emiratos Árabes Unidos | Al Ain       | Aeropuerto Internacional de Al Ain       |
| Emiratos Árabes Unidos | Dubái        | Aeropuerto Internacional de Dubái        |
| Emiratos Árabes Unidos | Sharjah      | Aeropuerto Internacional de Sharjah      |
| Sudán                  | El-Fasher    | Aeropuerto de El Fasher                  |
| Sudán                  | El-Obeid     | Aeropuerto de El Obeid                   |
| Sudán                  | Geneina      | Aeropuerto de Geneina                    |
| Sudán                  | Jartum       | Aeropuerto Internacional de Jartum (HUB) |
| Sudán                  | Nyala        | Aeropuerto de Nyala                      |
| Sudán                  | Puerto Sudán | Aeropuerto Internacional de Puerto Sudán |

## Flota histórica
| Aeronaves             | Total | Introducido | Retirado | Matrículas                                         |
| --------------------- | ----- | ----------- | -------- | -------------------------------------------------- |
| Antonov An-12         | 4     | 1996        | 2002     | S9-BOT, ST-AWU (re-reg. 3C-AWU), ER-ACW y RA-11374 |
| Antonov An-24         | 1     | 2004        | 2007     | ST-AWZ                                             |
| Antonov An-26         | 2     | 1999        | c. 2015  | ST-AWT y ST-APO                                    |
| Antonov An-28         | 2     | 2006        | 2024     | ST-AWN y ST-AWH                                    |
| Boeing 737-200        | 2     | 2006        | 2007     | ST-SDB y ST-SDA                                    |
| Fokker F27 Friendship | 2     | 1993        | 1995     | ST-AWA y ST-AWB                                    |
| Yakovlev Yak-40       | 1     | 2004        | 2007     | ST-SMS                                             |
| Yakovlev Yak-42       | 2     | 2002        | 2007     | UN-42407 y ST-AQZ (re-reg. UN-42428)               |